# Marek Ambroży
Marek Ambroży (12. června 1951 – 8. června 2012) byl polský biblista, filozof náboženství, patrolog a starokatolický teolog, profesor na Křesťanské teologické akademii ve Varšavě (ChAT).

## Životopis
V roce 1977 ukončil studium teologie v ChAT a v roce 1980 postgraduální studium filozofie na univerzitě ve Varšavě. V roce 1998 získal doktorát na základě disertační práce Eklesiologie ve studiu starokatolických teologů. Od roku 2004 zastával post vedoucího katedry církevních dějin, a poté byl vedoucím katedry filosofie a sociologie na téže univerzitě, profesor teologie ChAT. 10. května 2012 byl zvolen prorektorem.
Zastával řadu funkcí v orgánech Polskokatolické církve v Polsku. Přednášel také na pravoslavném semináři ve Varšavě latinský jazyk a dějiny filosofie.
Podílel se na přípravě ekumenického překladu Bible. Byl autorem překladu z knihy Jób.

## Dílo
- 50 lat Chrześcijańskiej Akademii Teologicznej w Warszawie 2005
- hesla v Religia – encyklopedia PWN. T. 3 2001, ISBN 83-01-13661-8